# Sid Vicious (Wrestler)
Sidney Ray Eudy (* 16. Dezember 1960 in West Memphis, Arkansas; † 26. August 2024), bekannt unter seinen Ringnamen Sid Vicious, Sid Justice und Sycho Sid, war ein US-amerikanischer Wrestler, der bei mehreren großen US-amerikanischen Wrestling-Promotionen tätig war. Seine größten Erfolge waren der je zweifache Erhalt der WCW World Heavyweight Championship und der WWF World Heavyweight Championship.

## Privates
In seiner Freizeit war Eudy leidenschaftlicher Softball-Spieler.
Er war mit Sabrina Paige verheiratet und hatte mit ihr zwei Söhne, darüber hinaus war er Großvater von drei Enkelkindern. Zuletzt lebte er mit seiner Familie in Marion, Arkansas. Am 26. August 2024 gab Gunnar Eudy den Tod seines Vaters nach langwieriger Krebserkrankung bekannt.

## Karriere

### Sportlicher Hintergrund / Anfänge
Eudy hatte seine sportliche Zukunft eigentlich beim Football gesehen, bis er eines Tages zufällig auf Randy Savage traf. Savage sah großes Potential in Eudy und führte ihn ins Wrestling ein.
Eudy begann seine Karriere 1987 als maskierter Lord Humongous in der NWA Alabama und in Memphis bei der Continental Wrestling Association.

### World Championship Wrestling / World Wrestling Federation
1989, nach der Schließung der CWA Memphis, verpflichtete sich Eudy in der damaligen Promotion NWA World Championship Wrestling, wo er mit Dan Spivey einen Partner zur Seite gestellt bekam. Beide bildeten das Tag Team „The Skyscrapers“. Eudy benutzte hier zum ersten Mal den Gimmicknamen Sid Vicious. Als er wegen einer Rückenverletzung für einige Zeit pausieren musste, wurde er im Tag Team durch Mean Mark Callous ersetzt.
1990 kehrte Eudy zurück und trat nun auf Seiten des NWA/WCW-Stables The Four Horsemen auf. Bei der WCW-Großveranstaltung Halloween Havoc 1990 erhielt er ein Titelmatch gegen den damaligen WCW-Champion Sting, das Eudy aber nicht gewinnen durfte.
1991 verpflichtete sich Eudy bei der damaligen World Wrestling Federation. Er debütierte beim SummerSlam 1991 als Sid Justice, als er den Gastringrichter im Hauptmatch der Veranstaltung darstellen durfte. Im Anschluss an den Summerslam dominierte er als Face eine kurze Fehde gegen den damals als Bösewicht agierenden Undertaker.
1992 wurde bei Eudy ein Gesinnungswandel vom Babyface zum Heel vollzogen, nachdem er seinen eigentlichen Freund Hulk Hogan beim Royal Rumble aus der Battle Royale eliminierte, in der die zu dieser Zeit vakante WWF-Championship auf dem Spiel stand. Er konnte jedoch den Titel nicht gewinnen, da er von Hogan von außen aus dem Ring gezogen wurde. Daraufhin wurde er zu einem wahnsinnigen Psychopathen, bekam den Heel-Manager Harvey Whippleman an seine Seite gestellt und fehdete in der Folge gegen Hulk Hogan, dem er bei WrestleMania 8 im letzten Match des Abends durch Disqualifikation unterlag, da Whippleman ins Match eingriff. Aufgrund des Steroidskandals in der WWF, in den Eudy angeblich verwickelt war, wurde er danach nur noch in der mittleren Kampfkarte und vorwiegend bei House Shows eingesetzt, ehe er die WWF Ende April 1992 verließ und sich eine einjährige Auszeit nahm.

### World Championship Wrestling und Vorfall mit Arn Anderson
Im Mai 1993 kehrte Eudy unter seinem früheren Namen Sid Vicious zu World Championship Wrestling zurück, wo er allerdings nur ein knappes Jahr antrat.
Während einer WCW-Tour durch Europa kam es zwischen ihm und Arn Anderson am 27. Oktober 1993 in einem Hotel in Blackburn zu einer heftigen Auseinandersetzung, bei der beide Wrestler schwer verletzt wurden; eine zerbrochene Flasche und eine Schere sollen zum Einsatz gekommen sein. Keiner der Männer erhob Anklage, Eudy wurde jedoch 1994 wegen des Vorfalls entlassen.
Nachdem er zeitweilig bei lokalen Independent-Ligen aufgetreten war, schloss sich Eudy 1995 der United States Wrestling Association an, wo er die Unified Heavyweight Championship und die Texas Heavyweight Championship halten durfte.

### World Wrestling Federation / Extreme Championship Wrestling

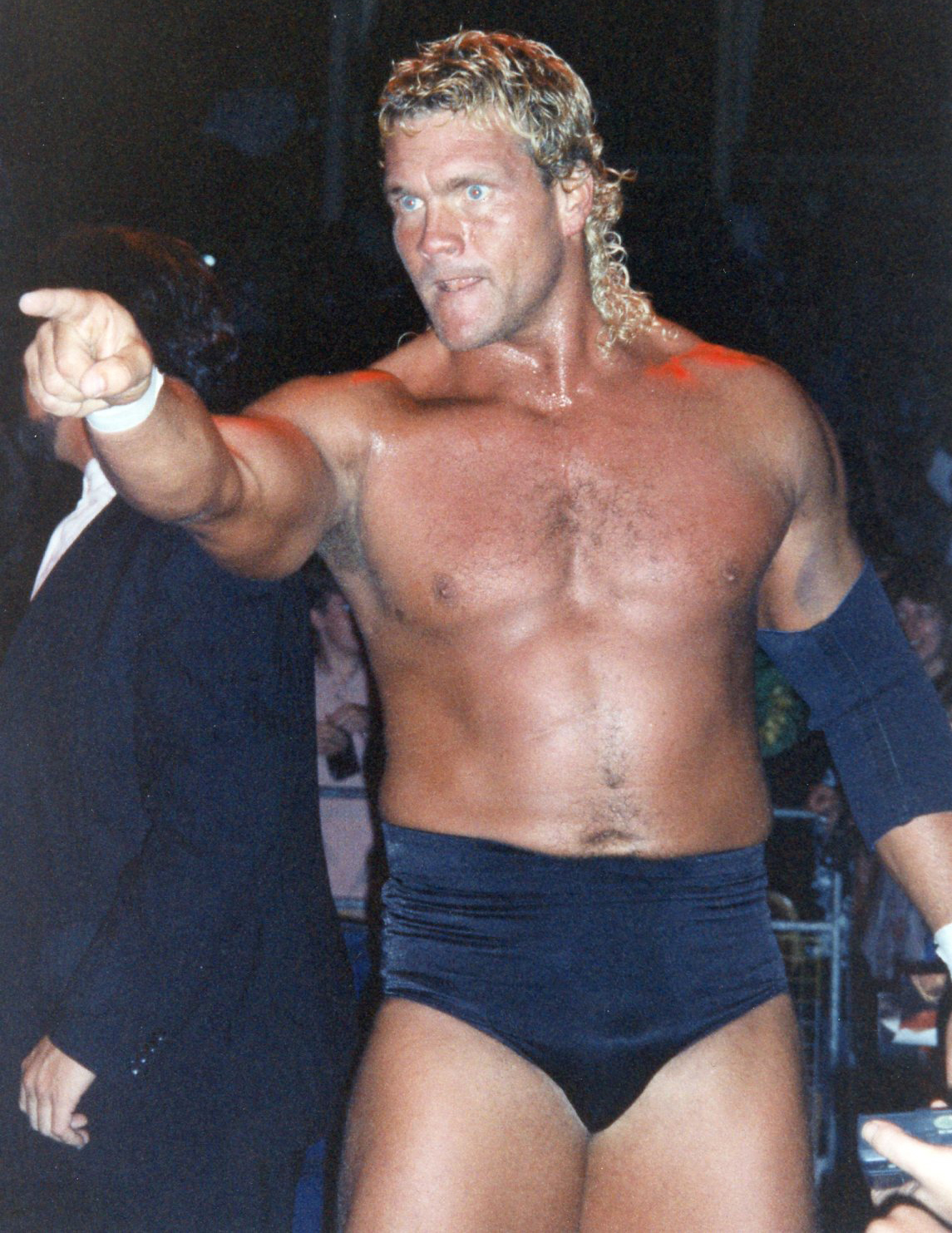
Eudy als Sycho Sid (1995)

Eudy kehrte noch 1995 zur WWF zurück. Kurz vor WrestleMania XI debütierte er an der Seite von Shawn Michaels als dessen Bodyguard Psycho Sid. Von Michaels jedoch für seine dortige Niederlage gegen Champion Diesel verantwortlich gemacht, attackierte Sid diesen, woraufhin Diesel seinem alten Freund zu Hilfe kam. Eudy schloss sich danach der Million Dollar Corporation um Ted DiBiase an und startete eine Fehde gegen Diesel um dessen WWF Championship, konnte diese jedoch nicht erringen. Es folgten weitere Matches gegen Shawn Michaels um dessen Intercontinental Championship sowie Versuche, als Teil der Million Dollar Corporation die World Tag-Team Titel zu erringen, was ihm jedoch nicht gelingen sollte.
1996 wurde Eudy wieder zum Babyface und versöhnte sich mit Shawn Michaels. Bei den Survivor Series 1996 konnte er zum ersten Mal die WWF Championship von Michaels erringen, musste diese jedoch beim Royal Rumble 1997 wieder an diesen abgeben. Er konnte den Titel jedoch kurz darauf ein zweites Mal gegen Bret Hart gewinnen, der diesen in der Zwischenzeit in einem Fatal Four Way-Match gewonnen hatte, nachdem Michaels ihn als Folge einer Schlägerei in einer Bar verletzungsbedingt hatte abgeben müssen. Seine zweite Titelträgerschaft endete bei Wrestlemania XIII mit einer Niederlage gegen den Undertaker. Eudy verließ die WWF Ende Juni 1997 erneut und nahm sich eine mehrmonatige Auszeit.
Ab Februar 1998 trat er vorwiegend im Independent-Bereich an, ehe er im Januar 1999 bei der Hardcore-Promotion Extreme Championship Wrestling debütierte. Dort wurde er in ein kurzes Fehden-Programm gegen Sabu eingebunden. Er verließ die Liga jedoch bereits im Mai desselben Jahres wieder, da ihm ein erneutes Engagement bei der WCW angeboten wurde.

### World Championship Wrestling / Independent

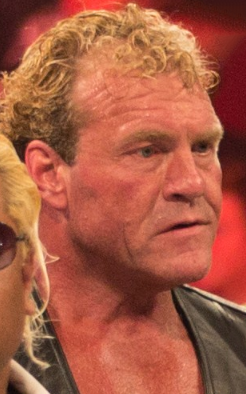
Gastauftritt bei der 1000. Episode von RAW (2012)

Eudy trat in der WCW als Millennium Man auf und durfte in dieser Promotion neben dem US Champion-Titel zweimal den WCW World Heavyweight-Titel erringen. 2000 spielte er neben diversen anderen WCW-Aktiven eine Rolle im Film Ready To Rumble.
2001 zog sich Eudy in einem Match bei WCW Sin 2001 gegen Scott Steiner, Road Warrior Animal und Jeff Jarrett eine schwere Verletzung zu: Nach einem Sprung vom zweiten Ringseil knickte sein linker Unterschenkel beim Auftreffen auf die Matte fast waagerecht weg. Es entstand dabei ein multipler Trümmerbruch, wobei der Unterschenkel nur noch von Sehnen und dem Stiefel gehalten wurde. Damit war Eudys Karriere nach allgemeiner Ansicht beendet. Er gab später zu Protokoll, von Producer John Laurinaitis entgegen seiner Bedenken zu dieser Aktion gedrängt worden zu sein.
Drei Jahre nach seiner schweren Verletzung feierte Eudy eine vielbeachtete Rückkehr: Anlässlich eines Events der IWS am 12. Juni kündigte Pierre Ouellett an, mit einem unbekannten Partner an einer Battle Royal um den Tag-Team-Titel der Promotion antreten zu wollen. Den Namen des Partners hielt er bis zum Tag der Austragung geheim. Als Ouellett am Tag dann den Backstagebereich verließ und sich auf den Weg zum Ring machte, erschien hinter ihm niemand anderes als Eudy. Dem Team Ouellett-Eudy gelang es, den Titel zu erringen.
Am 25. Juni 2012 kehrte Eudy nach 15 Jahren für einen Abend zur WWE zurück und absolvierte bei RAW ein Match gegen Heath Slater, der zu dieser Zeit jede Woche als eine Art Running Gag gegen mehrere Legenden antrat. Ein weiterer Auftritt folgte am 23. Juli desselben Jahres bei der 1000. Episode von Monday Night RAW.
Das letzte Match seiner Karriere bestritt Eudy am 5. August 2017 bei der 10th Anniversary Supershow der kanadischen Independent-Promotion Great North Wrestling. Hier durfte er Paul Rosenberg besiegen.

## Erfolge
- United States Wrestling Association

- 1× USWA Texas Heavyweight Champion
- 1× USWA Unified Heavyweight Champion

- National Wrestling Alliance

- 1× NWA Alabama Heavyweight Champion
- 1× NWA Wildside Champion
- 1× NWA New England Champion
- 1× NWA Southern Champion
- 1× NWA Georgia Heavyweight Champion
- 1× NWA Southeastern Heavyweight Champion (Northern Division)/CWF Heavyweight Champion
- 1× NWA Southeastern Tag Team Champion/CWF Tag Team Champion (mit Shane Douglas)

- Continental Wrestling Association

- 1× CWA Heavyweight Champion
- 1× CWA Texas Heavyweight Champion
- 1× CWA Tag Team Champion

- World Championship Wrestling

- 2× WCW World Heavyweight Champion
- 1× WCW United States Champion

- World Wrestling Federation

- 2× WWF World Heavyweight Champion